# Juan Zapata de Cadrete
Juan Zapata de Cadrete, a veces transcrito como de Cadret, fue un noble y jurista aragonés, señor de Cadrete y fiel servidor del rey Alfonso III de Aragón. A servicio real fue, entre otras cosas, justicia de Aragón entre 1290 y 1294.

## Vida
Proveniente de una familia noble afincada en Calatayud, fue juez y embajador real. En 1283 forma parte del consejo real y es elegido como embajador ante Eduardo I de Inglaterra. Asimismo, consta su estancia en Burdeos en 1287, durante las negociaciones con Francia y el Papado a raíz de las reivindicaciones aragonesas en Baleares y Sicilia.
Su servicio a la corona fue recompensado en 1290 con el cargo de justicia, donde se volvió a significar durante los conflictos entre el rey y los nobles. Como justicia presidió las Cortes de 1290, donde se trató de limitar algunos excesos nobiliarios tras los Privilegios de la Unión.
El rey Alfonso III premió estos servicios en 1287 con las localidades de Juslibol y Cadrete, aunque un asalto de partidarios de la Unión de Aragón arrasó el primero. Obtuvo entonces la población de San Mateo de Gállego. En 1289, y ante la inminencia de una guerra con Castilla, pagó 6000 maravedíes por dichas concesiones.
El siguiente rey, Jaime II, confirmó al ascender al trono en 1291 dichas prebendas. Durante su reinado, Juan Zapata trató de mediar en los conflictos entre el rey y Artal de Alagón, señor de Sástago y Pina que, casado con la hermana del rey, se oponía a la Paz de Anagni.
El 4 de marzo de 1294 renunció al cargo de Justicia, siendo sucedido por Ximén Pérez de Salanova.
Murió en enero de 1295.